# Molanus
 Molanus, o Molani, conosciuto anche come Molano, Jan Vermeulen o Jan van der Meulen o ancora con i nomi di battesimo di Johannes, Jean, Ioanne (Lilla, 1533 – Lovanio, 1585), è stato un teologo tedesco studioso della Controriforma. Non va confuso con Gerhard Wolter Molanus - o Van Meulen (1633–1722), teologo della riforma luterana.

## Biografia
Nato nella Lilla asburgica, religioso canonico alla chiesa di San Pietro di Lovanio, in Belgio, insegnò teologia all'Università Cattolica di Lovanio della quale fu rettore dal 1578. Dal 1561 al 1563 era stato preside alla scuola latina di Duisburg.
Fra gli argomenti di cui scrisse figura in particolare uno studio sul diritto sulle immagini con contenuti religiosi. L'opera - il cui titolo è De Picturis et Imaginibus Sacris, pro vero earum usu contra abusus - fu compilata del 1570 ma di essa furono pubblicate fino al 1771 cinque successive edizioni ampliate (una versione in lingua francese moderna è stata stampata nel 1996)..